# يوجين أ. ليهي
يوجين أ. ليهي هو سياسي أمريكي، ولد في 8 مايو 1929، وتوفي في 18 يناير 2000.